# Grästorps kommun
Grästorps kommun är en kommun i Västra Götalands län, före detta Skaraborgs län. Centralort är Grästorp som är kommunens enda tätort.
I kommunen finns Sveriges västligaste platåberg, Hunneberg och Halleberg. Grästorps kommun är en jordbrukskommun, i början av 2020-talet var ungefär 10 procent sysselsatta inom sektorn. 
Fram till mitten av 1990-talet var  befolkningstrenden positiv men har därefter, med undantag för ett fåtal år, varit negativ. Från 2014 och fram till 2022 har kommunen haft borgerligt styre.

## Administrativ historik
Kommunens område motsvarar socknarna: Bjärby, Flakeberg, Flo, Hyringa, Håle, Längnum, Sal, Särestad, Tengene, Trökörna, Täng och Ås. I dessa socknar bildades vid kommunreformen 1862 landskommuner med motsvarande namn. 
Grästorps köping bildades 1900 genom en utbrytning ur Tengene landskommun.
Vid kommunreformen 1952 sammanslogs områdets landskommuner och köpingen till Grästorps landskommun.
Grästorps kommun bildades vid kommunreformen 1971 genom en ombildning av Grästorps landskommun.
Kommunen ingick från bildandet till 1974 i Vara domsaga, från 1974 till 2009 i Lidköpings domsaga och kommunen ingår från 2009 i Skaraborgs domsaga.

## Geografi
Kommunen är belägen i de nordvästra delarna av landskapet Västergötland vid Vänerns södra strand. Grästorps kommun gränsar i nordöst till Lidköpings kommun, i öster till Vara kommun och i söder till Essunga kommun, alla i före detta Skaraborgs län. I väster gränsar kommunen till Trollhättans kommun och i nordväst till Vänersborgs kommun, båda i före detta Älvsborgs län.

### Topografi och hydrografi
Hunneberg är beläget i kommunens nordvästra hörn och tillsammans med Halleberg, beläget norr om centralorten, är de Sveriges västligaste platåberg. Rik ädellövskog hittas vid foten av platåbergens branta kanter. Högre upp, på platåerna, täcks marken i huvudsak av barrskog, men också myrmark. Den uppodlade marken finns på en slätt söder om Dättern, en grund vik som hör till Vänern. Nossans dalgång skär genom slättområdet med riktning mot norr. Det sydvästra hörnet av kommunen är beklädd med skog.
Nedan presenteras andelen av den totala ytan 2020 i kommunen jämfört med riket.
|  | Bebyggelse (5,4 %) |

|  | Skog (32,2 %) |

|  | Öppen myrmark (1,4 %) |

|  | Jordbruksmark (57,9 %) |

|  | Övrig mark (3,1 %) |

|  | Bebyggelse (3,1 %) |

|  | Skog (68,0 %) |

|  | Öppen myrmark (7,2 %) |

|  | Jordbruksmark (7,4 %) |

|  | Övrig mark (14,3 %) |

### Naturskydd
Det fanns fem naturreservat i kommunen år 2022– Dättern I Frugårdsund, Dättern II Dätterstorp, Halle- och Hunnebergs platåer, Halle- och Hunnebergs rasbranter samt Öjemossarna.
Dättern i Frugårdsund består i huvudsak av våtmark och vass och "ingår i den förteckning av internationellt värdefulla våtmarker som är knuten till Ramsarkonventionen". Det närliggande Dättern II Dätterstorp är förutom naturreservat även klassat som Natura 2000-område. Där finns exempelvis rördrom, brun kärrhök, trastsångare och skäggmes. Halle- och Hunnebergs platåer är väl kända för älgarna i området medan Halle- och Hunnebergs rasbranter är mer kända för floran och faunan med ett stort antal sällsynta arter. Bland flora återfinns exempelvis krissla, hedjohannesört och trollsmultron men också sällsynta oceaniska lavar som jättelav, örtlav, mussellav och blylav. Öjemossarna utgörs av öppna mosseytor, fastmarksholmar och hällmarker.

### Administrativ indelning
Fram till 2016 var kommunen för befolkningsrapportering indelad i fem församlingar – Flo, Fridhems församling (innefattade även ett område i Essunga kommun), Särestad, Tengene och Trökörna.

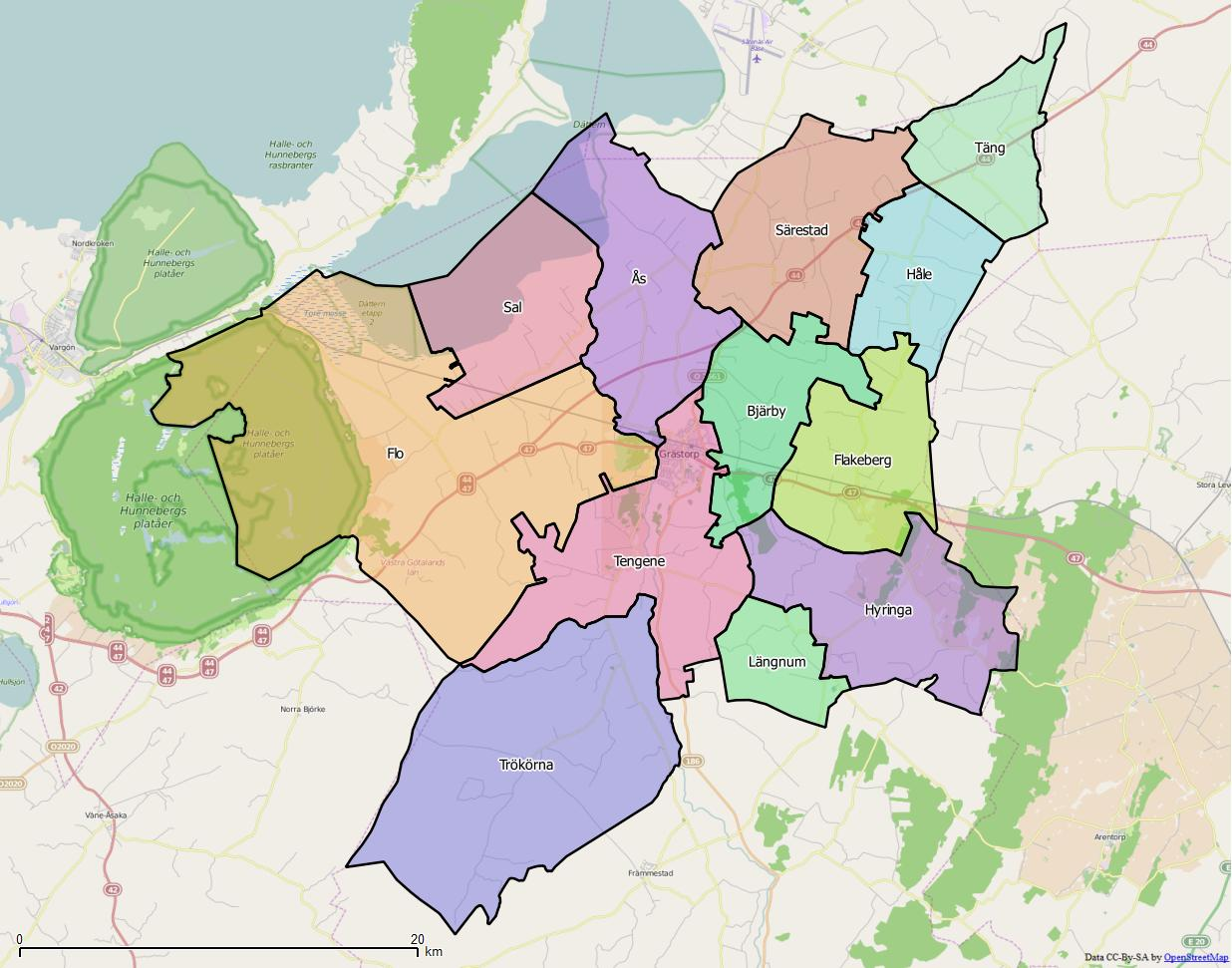
Distrikt (socknar) inom Grästorps kommun

Från 2016 indelas kommunen istället i 12 distrikt, vilka motsvarar de tidigare socknarna – Bjärby, Flakeberg, Flo, Hyringa, Håle, Längnum, Sal, Särestad, Tengene, Trökörna, Täng samt Ås.

### Tätorter
År 2020 bodde 54,2 procent av kommunens invånare i någon av kommunens tätorter, vilket var lägre än motsvarande siffra för riket där genomsnittet var 87,6 procent. Vid Statistiska centralbyråns tätortsavgränsning 2020 fanns det en tätort i Grästorps kommun: Grästorp med 3 084 invånare.

## Styre och politik

### Styre
Efter valet 2014 styrde en koalition bestående av de borgerliga partierna Moderaterna, Centerpartiet och Folkpartiet. Kristdemokraterna gick med i den styrande koalitionen efter valet 2018 och således bildades ett Alliansstyre. Efter valet 2022 fick Moderaterna egen majoritet.

### Kommunfullmäktige

#### Presidium
| Presidium 2022–2026    | Presidium 2022–2026 | Presidium 2022–2026 |
| ---------------------- | ------------------- | ------------------- |
| Ordförande             | C                   | Madeleine Vinberg   |
| Förste vice ordförande | M                   | Henrik Svensson     |
| Andre vice ordförande  | S                   | Jens Persson        |

#### Mandatfördelning 1970–2022
Grästorps kommun är den enda kommun där Svenskarnas parti varit representerat, då 102 personer (2,8 procent av rösterna) röstade på detta parti vid valet 2010. Grästorp blev därmed den första svenska kommun sedan 1940-talet, där ett uttalat nazistiskt parti fått representation i en folkvald församling. Partiets ledamot Daniel Höglund förlorade dock sin plats, sedan Skatteverket beslutat att folkbokföra honom i Vänersborgs kommun, där han ansågs vara bosatt. Partiets stol stod därefter tom, eftersom inga ersättare fanns.
| 8 | 5 | 14 | 5 | 7 |

| 36 |

| 7 | 6 | 15 | 4 | 7 |

| 35 |

| 8 | 4 | 15 | 4 | 8 |

| 34 |

| 9 | 5 | 15 | 3 | 7 |

| 31 | 8 |

| 9 | 7 | 12 | 2 |  | 8 |

| 32 | 7 |

| 10 | 4 | 11 | 5 | 9 |

| 30 | 9 |

| 11 |  | 4 | 11 | 4 | 8 |

| 28 | 11 |

| 7 |  | 2 | 3 | 8 | 2 | 8 |

| 22 | 9 |

| 10 | 2 |  | 2 | 7 |  | 8 |

| 15 | 16 |

| 9 |  | 3 | 6 | 3 | 9 |

| 16 | 15 |

| 9 | 2 | 9 | 4 | 7 |

| 17 | 14 |

| 9 |  | 7 | 3 |  | 10 |

| 19 | 12 |

| 9 |  |  | 6 | 3 | 11 |

| 18 | 13 |

| 8 |  | 2 | 6 | 2 | 8 |

| 16 | 11 |

| 5 |  | 4 | 5 |  |  | 10 |

| 16 | 11 |

| 6 |  | 5 | 6 |  |  | 11 |

| 16 | 15 |

### Nämnder

#### Kommunstyrelse
| Presidium 2022–2026    | Presidium 2022–2026 | Presidium 2022–2026 |
| ---------------------- | ------------------- | ------------------- |
| Ordförande             | M                   | Robert Fransson     |
| Förste vice ordförande | C                   | Maria Toll          |
| Andre vice ordförande  | S                   | Petter Johansson    |

#### Lista över kommunstyrelsens ordförande
- Claes-Göran Svensson, Moderaterna, –2002[23]
- Roger Andersson, Centerpartiet, 2002–2010[23]
- Kent Larsson, Moderaterna, 2011–19 juni 2023[24]
- Robert Fransson, Moderaterna, november 2023–[25]

Denna lista hämtas från Wikidata. Informationen kan ändras där.

#### Övriga nämnder
| Nämnd                     | Ordförande | Ordförande          | Vice ordförande | Vice ordförande | Andre vice ordförande | Andre vice ordförande     |
| ------------------------- | ---------- | ------------------- | --------------- | --------------- | --------------------- | ------------------------- |
| Miljö- och byggnämnden    | M          | Lars-Erik Tengeland | C               | Petra Sahlén    |                       |                           |
| Sociala myndighetsnämnden | M          | Henrik Svensson     | C               | Niclas Toll     | S                     | Elisabeth Hansson Ohlsson |
| Valnämnden                | Ob.        | Anette Quas         | Ob.             | Angela Rigland  |                       |                           |

Källa:

## Ekonomi och infrastruktur

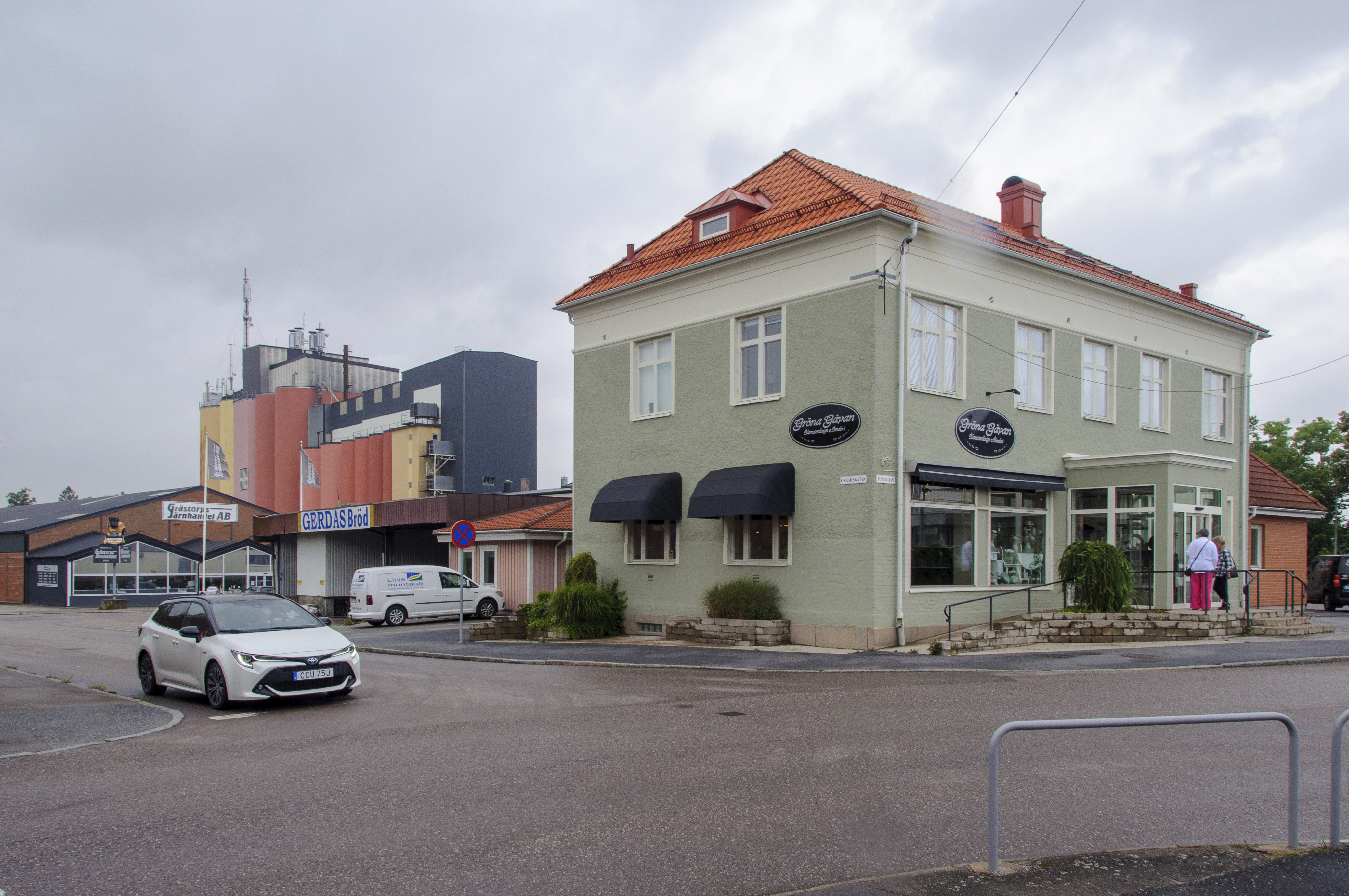
Centrala Grästorp

### Näringsliv
Var tionde invånare som förvärvsarbetande i kommunen i början av 2020-talet var sysselsatta inom jordbruket. Men i kommunen fanns också industri- och hantverksföretag däribland elgrossistföretaget Ahlsell och Linjemontage i Grästorp AB som har kraftförsörjningsanläggningar. Samtidigt var förvärvsfrekvensen högre än genomsnittet för Sverige och låg på 83,5 procent mot genomsnittet för riket där motsvarande siffra var 78,3 procent. Andelen nyföretagare var också hög 18 procent vilket var fjärde högsta i Sverige, mot genomsnittet för riket på 11,7 procent.

### Infrastruktur

#### Transporter

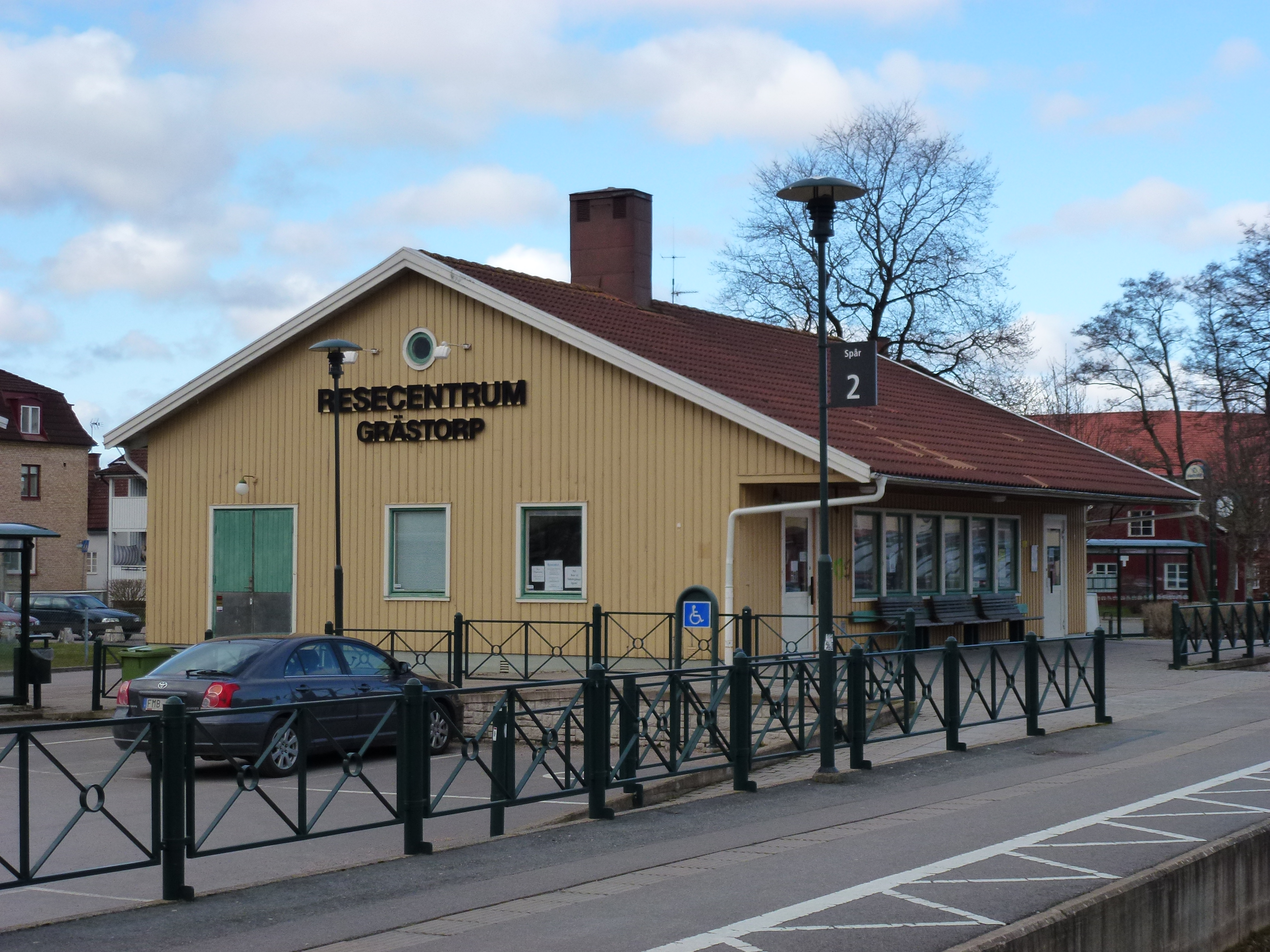
Grästorps Resecentrum

Från väster mot nordöst genomkorsas kommunen av riksväg 44 varifrån riksväg 47 tar av åt sydväst genom Grästorp där länsväg 186 tar av åt söder. Under 1990-talet byggdes en av de största vägbaserna i Sverige i Grästorps kommun då fyra "kortbanor" anlades på riksväg 44 mellan Lidköping och Grästorp. Vägbaserna var bundna till de längre banorna på Rådafältet. Vägsträckorna anpassade till flygplanet Viggen och 800 meter av vägen breddades till 17 meter. Vägbaserna var särskilt viktiga under kalla kriget, men används idag endast som väg.
Från nordväst mot öster genomkorsas kommunen av järnvägen Älvsborgsbanan som trafikeras av Västtågens regiontåg mellan Vänersborg och Herrljunga.

## Befolkning

### Demografi

#### Befolkningsutveckling
Kommunen har 5 555 invånare (31 december 2024), vilket placerar den på 266:e plats avseende folkmängd bland Sveriges kommuner.
| Befolkningsutvecklingen i Grästorps kommun 1970–2020 | Befolkningsutvecklingen i Grästorps kommun 1970–2020 | Befolkningsutvecklingen i Grästorps kommun 1970–2020 | Befolkningsutvecklingen i Grästorps kommun 1970–2020 | Befolkningsutvecklingen i Grästorps kommun 1970–2020 |
| ---------------------------------------------------- | ---------------------------------------------------- | ---------------------------------------------------- | ---------------------------------------------------- | ---------------------------------------------------- |
|                                                      |                                                      |                                                      |                                                      |                                                      |
| År                                                   |                                                      |                                                      | Folkmängd                                            |                                                      |
| 1970                                                 | 1970                                                 |                                                      | 5 288                                                |                                                      |
| 1975                                                 | 1975                                                 |                                                      | 5 259                                                |                                                      |
| 1980                                                 | 1980                                                 |                                                      | 5 719                                                |                                                      |
| 1985                                                 | 1985                                                 |                                                      | 5 892                                                |                                                      |
| 1990                                                 | 1990                                                 |                                                      | 6 117                                                |                                                      |
| 1995                                                 | 1995                                                 |                                                      | 6 144                                                |                                                      |
| 2000                                                 | 2000                                                 |                                                      | 5 924                                                |                                                      |
| 2005                                                 | 2005                                                 |                                                      | 5 762                                                |                                                      |
| 2010                                                 | 2010                                                 |                                                      | 5 776                                                |                                                      |
| 2015                                                 | 2015                                                 |                                                      | 5 644                                                |                                                      |
| 2020                                                 | 2020                                                 |                                                      | 5 685                                                |                                                      |

## Kultur

### Kulturarv
År 2022 fanns 453 registrerade fornlämningar i kommunen hos Riksantikvarieämbetet. Däribland flera hällristningar och gravfält.
Bland byggnadsminnen återfinns exempelvis Hedåkers säteri, ett av Västergötlands äldre säterier, nämnt redan 1386.

### Kommunvapen
Blasonering: På mitten delad av en gyll.ene ström, nedtill i rött fält till dexter en gyllene handske med tummen åt sinister och nedtill försedd med bård av röda kvadrater, till sinister två i andreaskors satta gyllene pilar; upptill i svart fält en knuten gyllene hand med till edgång uppsträckta fingrar, åtföjd till dexter av en mot dexter vänd, stränglös gyllene båge, samt sinister av en gyllene pil.
Kommunen består av huvuddelarna av Viste härad och Åse härad, från vilka också flera av symbolerna hämtats. Strömmen syftar på Nossan, som flyter genom kommunen. Trots invändningar mot det stora antalet symboler lät kommunen registrera vapnet i PRV 1981.

Viste härad
Åse härad